# فواره تروی
فواره تروی (به ایتالیایی: Fontana di Trevi) آبنمایی ست در منطقه تروی در رم ایتالیا. ارتفاع این فواره ۲۶ متر و عرض آن ۲۰ متر است. تروی بزرگترین فواره دوران باروک در رم و یکی از معروف‌ترین آبنماهای جهان است.

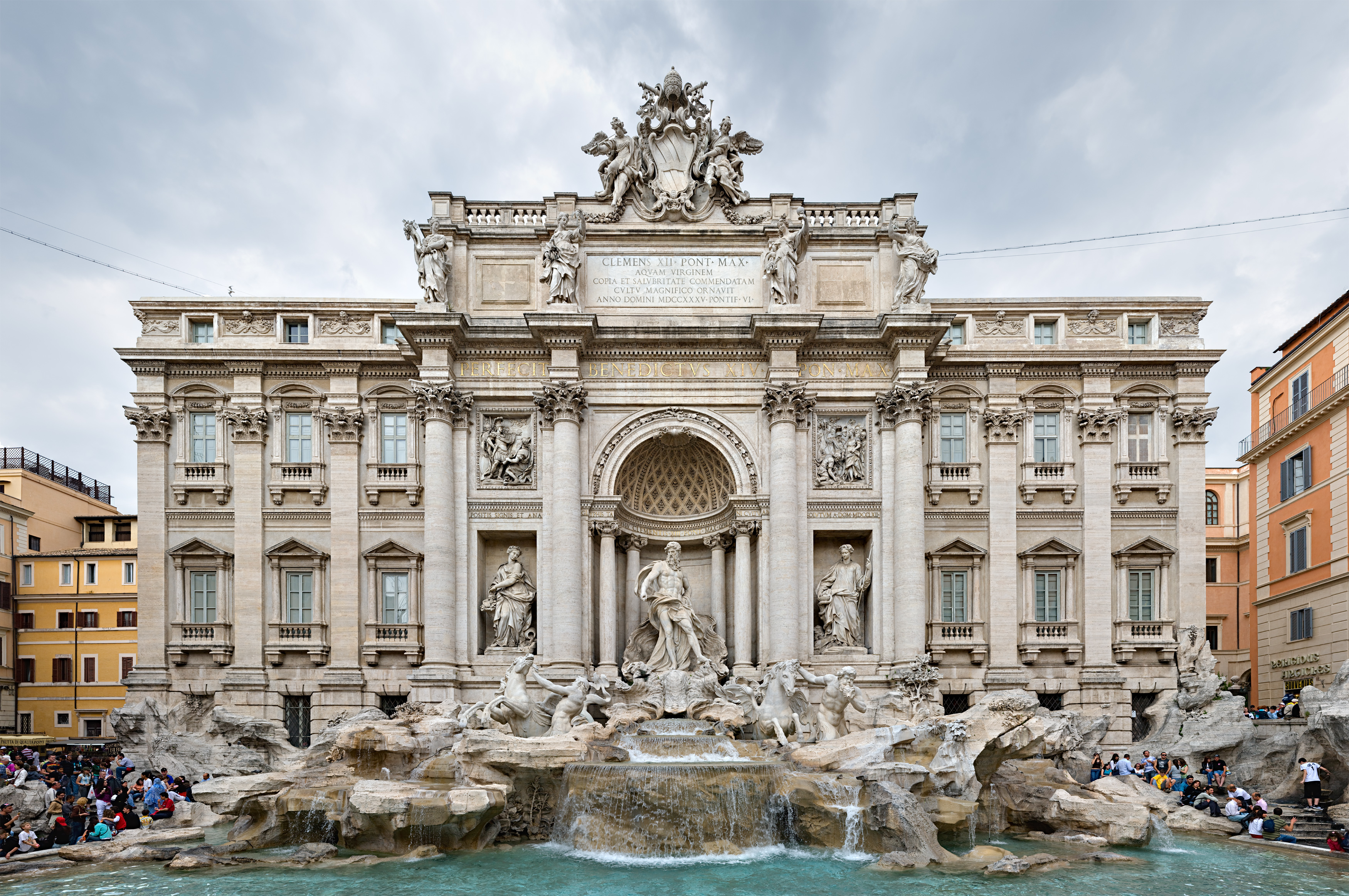
نمای روبروی فواره تروی

## پیشینه قنات و محل آبنما تا ۱۶۲۹
این آبنما که در محل تقاطع یک سه راه (به ایتالیایی tre vie) واقع شده، نقطه پایانی  آکوا ورجینه امروزی ست. خود آکوا ورجینه حاصل احیای آکوا ویرگو (یکی از قنات‌های باستانی رم) است که وظیفه تأمین آب روم را بر عهده داشت. در سال ۱۹ پیش از میلاد مسیح و با کمک یک (گفته می‌شود) باکره، متخصصان رومی منبع آبی پاکیزه را در ۱۳ کیلومتری شهر رم شناسایی کردند. این صحنه در نمای امروزی آبنما به تصویر کشیده شده‌است. گرچه راه پایانی که به آن چشمه کشیده شد، به دلیل غیر مستقیم بودن، ۲۲ کیلومتر طول دارد. آکوا ویرگو آب را به حمام‌های آگریپا می‌رساند و تا چهارصد سال در خدمت روم بود. در زمان حصر روم (۵۳۸–۵۳۷) و برای از بین بردن زندگی شهری درآن، قنات‌ها تخریب می‌شدند و رومیان قرون وسطایی برای تأمین آب، ناچار به آب کشیدن از چاه‌های آلوده و رودخانه تیبر روی آوردند.

## گماشتن، طراحی و ساخت

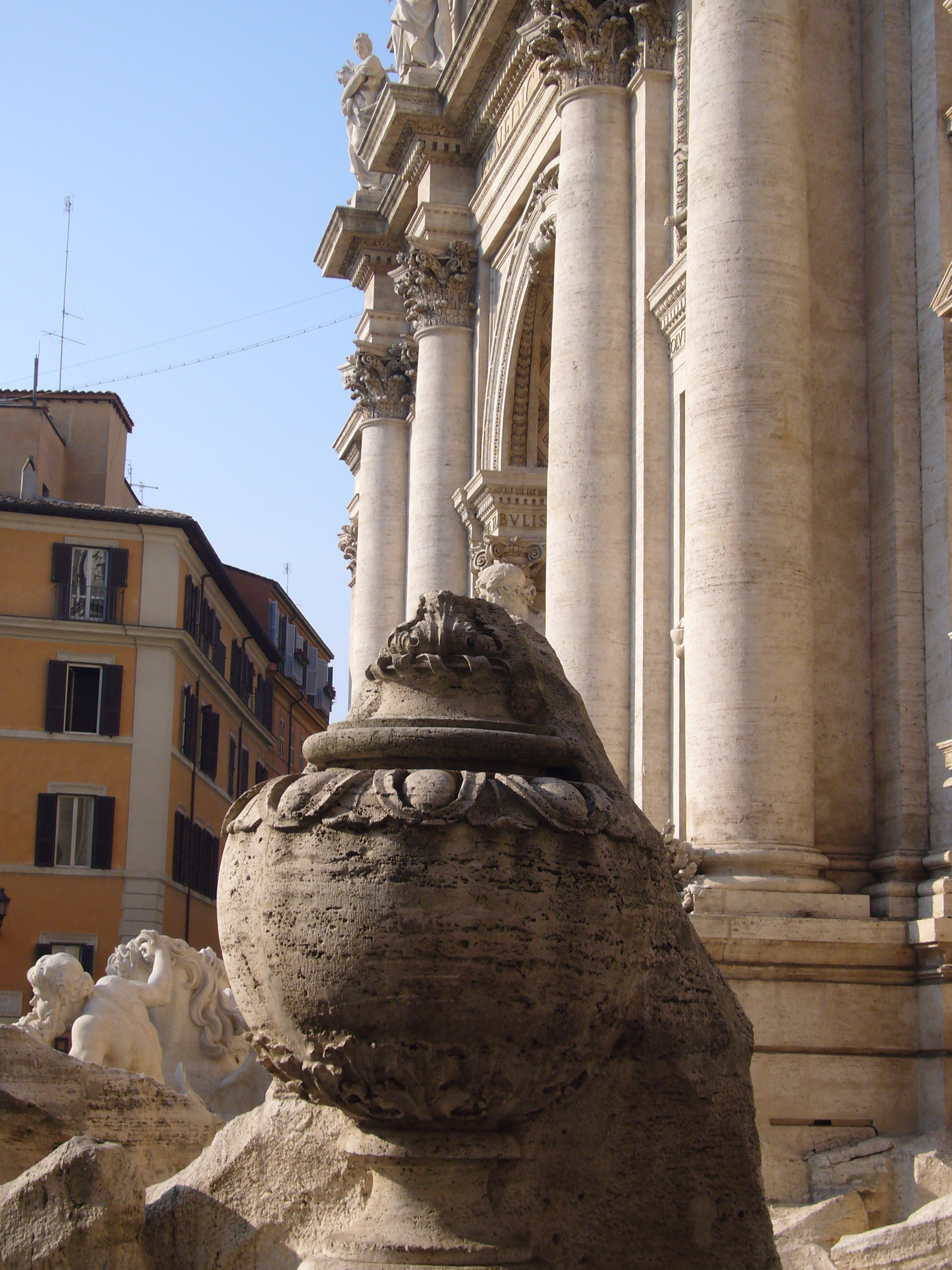
آسو دی کوپپه

در سال ۱۶۲۹، پاپ اوربان هشتم که چشمه قبلی را به اندازه کافی هیجان انگیز نمی دید از جیان لورنزو برنینی می‌خواهد تا طراحی نوسازی‌های ممکن را انجام دهد. اما با درگذشت پاپ، این پروژه رها شد. گرچه پروژه برنینی هرگز ساخته نشد اما تأثیر بسیار وی بر روی آبنما هنوز قابل مشاهده است. یک طرح اولیه تأثیرگذار و جالب از پیترو دا کورتونا در موزه آلبرتینا در وین نگهداری می‌شود. همچنین طرح‌هایی از اوایل قرن هجدهم میلادی وجود دارند که بیشتر بدون امضا هستند.
در دوران باروک، رقابت برای طراحی ساختمان ها، آبنماها و حتی پله‌های اسپانیایی بالا می گریرد. در سال ۱۷۳۰، پاپ کلمنت دوازدهم مسابقه‌ای ترتیب داد که در آن نیکولا سالوی به آلساندرو گالیله می بازد اما واکنش به پیروزی یک نفر از فلورانس باعث شد تا سالوی برای انجام کار آبنما گمارده شود. کار در سال ۱۷۳۲ آغاز شد و در سال ۱۷۶۲ سال‌ها پس از مرگ سالوی تکمیل شد و پیترو براچی نیز اوکئانوس (خدای تمامی آب ها) را در مرکز طاقچه آبنما قرار داد.
پیش از مرگ سالوی در سال ۱۷۵۱، وی اطمینان حاصل می‌کند که نشان بی قواره یک آرایشگر لجوج، مجموعه را ضایع نمی‌کند. به همین دلیل او آن نشان را پشت آسو دی کوپپه (آس جام) پنهان کرد.
آبنمای تروی در سال ۱۷۶۲ بدست جوزپه پانینی تکمیل شد. او نشانه‌های کنونی را به جای مجسمه‌های آگریپا و تریویا (باکره رومی) که قبلاً در نظر گرفته شده بودند قرار می‌دهد.

## مرمت
در سال ۱۹۹۸، سنگکاری‌ها جلا داده شدند و تمامی ترک‌ها و قسمت‌های فرسوده، بدست هنرمندان چیره دست مرمت شد و آبنما به پمپ‌های گردش آب مجهز شد.
در ژانویه ۲۰۱۳ اعلام شد که شرکت مد ایتالیایی فندی، پشتیبانی مالی ۲.۲ میلیون یورویی برای بزرگترین مرمت در تاریخ آبنما را بر عهده گرفته‌است. 

## شمایل‌شناسی
ساختمان پولی زمینه فواره را تشکیل می دهد و با ستون‌های قرنتی، دو طبقه اصلی بنا به هم پیوند خورده‌اند. رام کردن دریاها درونمایه پیش آمدگی سترگی ست که در آن آب و سنگکاری ذر هم آمیخته‌اند و میدان کوچک را پر کرده‌اند. تریتون در حال رام کردن هیپوکامپ‌ها، صدف اوکئانوس را هدایت می‌کند.
در طاقچه سمت راست اوکئانوس، وفور از کوزه اش آب می پاشد و در سمت چپ، سلامتی جامی در دست دارد که ماری از آن می نوشد.

## پرتاب سکه
بر اساس یک داستان سنتی، اگر یک بازدیدکننده سکه‌ای داخل آب فواره پرتاب کند، روزی به رم بازخواهد گشت. برآورد می‌شود که روزانه ۳۰۰۰ یورو در فواره ریخته می‌شود. این پول برای سوپرمارکتی برای نیازمندان رم مورد استفاده قرار می‌گیرد و البته هر از گاهی تلاش‌هایی برای سرقت این سکه‌ها از درون آب صورت می‌گیرد.

## فرهنگ عامه
این آبنما در فیلم‌های ماندگاری همچون تعطیلات در رم به کارگردانی ویلیام وایلر و با هنرپیشه گی آدری هپبورن و گرگوری پک و زندگی شیرین به کارگردانی فدریکو فلینی و با هنرپیشه گی مارچلو ماسترویانی و آنیتا اکبرگ به تصویر کشیده شده.